# Damián Salvatierra
Damián Gerardo Salvatierra (Roque Sáenz Peña, Chaco, Argentina, 17 de noviembre de 1984) es un futbolista argentino que juega como delantero en el C. A. Claypole de la Primera C de Argentina.

## Clubes
| Club                        | País      | Año             | PJ | Goles |
| --------------------------- | --------- | --------------- | -- | ----- |
| Tristán Suárez              | Argentina | 2003 - 2004     | 10 | 1     |
| Defensores de Belgrano (VR) | Argentina | 2004            | 6  | 4     |
| Ituzaingó                   | Argentina | 2005            |    |       |
| Justo José de Urquiza       | Argentina | 2005 - 2006     |    |       |
| Ituzaingó                   | Argentina | 2006 - 2007     |    |       |
| Minervén                    | Venezuela | 2007            | 13 | 6     |
| Monagas                     | Venezuela | 2008            | 7  | 1     |
| Justo José de Urquiza       | Argentina | 2008 - 2009     |    |       |
| Temperley                   | Argentina | 2009 - 2010     | 23 | 4     |
| Justo José de Urquiza       | Argentina | 2010 - 2011     |    |       |
| Villa Dalmine               | Argentina | 2011 - 2012     | 34 | 21    |
| Acassuso                    | Argentina | 2012 - 2014     |    |       |
| Ñublense                    | Chile     | 2015            | 8  | 1     |
| Acassuso                    | Argentina | 2015 - 2017     | 50 | 11    |
| Barracas Central            | Argentina | 2017 - 2018     | 19 | 1     |
| Acassuso                    | Argentina | 2018 - 2020     |    |       |
| Claypole                    | Argentina | 2023 - presente | 19 | 1     |
| Totales                     |           |                 | 58 | 15    |